# Lashkar-e-Taiba
Lashkar-e-Taiba (urdu:  لشکر طیبہ ; oversat Gods hær eller De retfærdiges hær) – også skrevet om Lashkar-i-Tayyaba, Lashkar-e-Tayyaba, Lashkar-e-Tayyiba, Lashkar-i-Taiba, Lashkar Taiba eller LeT – er en af de største og mest aktive terror organisationer i det Sydlige Asien, organisationen er baseret i Pakistan. Organisationen blev grundlagt af Hafiz Saeed, Abdullah Azzam og Zafar Iqbal i Afghanistan i 1987, dengang var organisationen blandt andet økonomisk støttet af Osama bin Laden.Organisationen er i dag baseret i Punjab-provinsen i Pakistan med sit hovedkvarter i Muridke og driver her træningslejrer i den pakistanske del af Kashmir. Gruppens hovedformål er at oprette en islamisk stat.
Organisationen er kategoriseret som en terror organisation af Indien, Pakistan, USA, Storbritannien, EU, Rusland og Australien. I december 2008 anklagede den amerikansk efterretningstjenesten dog Pakistans vigtigste efterretningstjeneste, Inter-Services Intelligence (ISI), for at give Lashkar-e-Taiba efterretningshjælp og beskyttelse.

## Notater
1. ↑  "Lashkar-e-Toiba 'Army of the Pure'". South Asia Terrorism Portal. 2001. Hentet 21. januar 2009.
2. ↑  "Mumbai Terror Attacks Fast Facts". CNN.
3. ↑  Basset, Donna (2012).  Peter Chalk (red.). Encyclopedia of Terrorism. ABC-CLIO. s. 12. ISBN 978-0313308956.
4. ↑  "Deadly Embrace: Pakistan, America and the Future of Global Jihad". Brookings.edu. Hentet 28. oktober 2012.
5. ↑  "Deadly Embrace: Pakistan, America and the Future of Global Jihad, transcript" (PDF). Brookings.edu. Hentet 28. oktober 2012.
6. ↑  "The 9/11 Attacks' Spiritual Father". Brookings.edu. Hentet 28. oktober 2012.
7. ↑  "The 15 faces of terror". Rediff.com. Hentet 28. oktober 2012.
8. ↑  E. Atkins, Stephen (2004). Encyclopedia of Modern Worldwide Extremists and Extremist Groups. Greenwood Press. s. 173. ISBN 978-0313324857.
9. ↑  Ashley J. Tellis (11. marts 2010). "Bad Company – Lashkar-e-Tayyiba and the Growing Ambition of Islamist Mujahidein in Pakistan" (PDF). Carnegie Endowment for International Peace. The group's earliest operations were focused on the Kunar and Paktia provinces in Afghanistan, where LeT had set up several training camps in support of the jihad against the Soviet occupation.
10. ↑  Jayshree Bajoria (14. januar 2010). "Profile: Lashkar-e-Taiba (Army of the Pure) (a.k.a. Lashkar e-Tayyiba, Lashkar e-Toiba; Lashkar-i-Taiba)". Council on Foreign Relations. Arkiveret fra originalen 5. juni 2010. Hentet 11. maj 2010.
11. ↑  Kurth Cronin, Audrey; Huda Aden; Adam Frost; Benjamin Jones (6. februar 2004). "Foreign Terrorist Organizations" (PDF). Congressional Research Service. Hentet 4. marts 2009. {{cite journal}}: Cite journal kræver |journal= (hjælp)